# Ōtomo no Kuronushi
Ōtomo no Kuronushi (大友 黒主, date de naissance inconnue et date de mort inconnue) est un aristocrate et un poète de waka japonais du début de l'époque de Heian, nommé parmi les six génies de la poésie dans la préface en kana du Kokin wakashū
Son nom, Ōtomo est parfois écrit avec les caractères 大伴 ; cependant il semble n'avoir aucun lien de parenté avec le Clan Ōtomo. Onze de ses poèmes ont été compilés dans des anthologies impériales, dont quatre dans le Kokin wakashū. Cependant, il est le seul des six génies de la poésie à ne pas avoir été inclus dans le Hyakunin Isshu.